# The Curious Conduct of Judge Legarde
The Curious Conduct of Judge Legarde er en amerikansk stumfilm fra 1915 af Will S. Davis.

## Medvirkende
- Lionel Barrymore som Randolph Legarde.
- Edna Pendleton som Amelia Garside.
- William H. Tooker som Barton.
- Roy Applegate som Charles.
- T. Waln-Mogan Draper.